# Greta morgane
Greta morgane is een vlinder uit de familie Nymphalidae. De wetenschappelijke naam werd gepubliceerd in 1837 door Carl Geyer.
De voorvleugels van deze glasvleugelvlinder variëren in lengte tussen de 56 en 58 millimeter. Het is een algemeen voorkomende vlinder in Midden-Amerika en de Caraïben.
De waardplanten voor de rups zijn planten uit de nachtschadefamilie, met name diverse soorten uit het geslacht Cestrum. De giftige stoffen die in de nachtschades zitten, worden door de rups opgenomen en blijven in het lichaam. Hierdoor worden vogels die de rupsen en vlinders eten misselijk en zijn deze dieren dus onaantrekkelijk als voedsel.